# 유조 (극원후)
유조(劉錯, ? ~ 기원전 115년)는 전한 중기의 제후로, 치천의왕의 아들이다.

## 생애
원삭 2년(기원전 127년), 극후(劇侯)에 봉해졌다.
원정 2년(기원전 115년)에 죽으니 시호를 원(原)이라 하였고, 작위는 아들 유광창이 이었다.

## 출전
- 사마천, 《사기》 권21 건원이래왕자후자연표
- 반고, 《한서》 권15상 왕자후표 上

| 선대 (첫 봉건) | 전한의 극후 기원전 127년 5월 을사일 ~ 기원전 115년 | 후대 아들 극효후 유광창 |